# 長岡半太郎

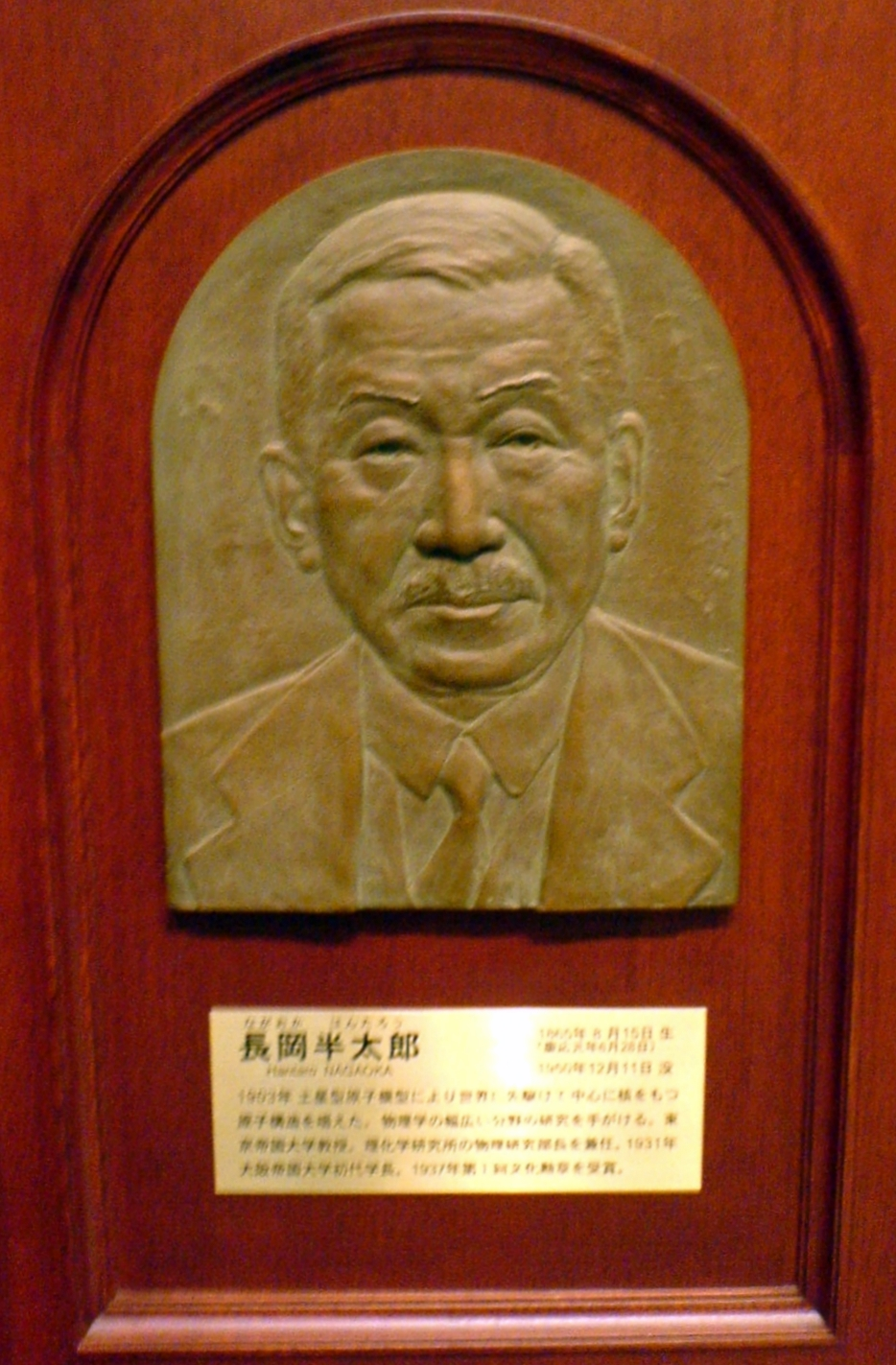
日本東京国立科学博物馆內的長岡半太郎頭像浮雕。

長岡半太郎（日语：／ Nagaoka Hantarō，1865年8月15日—1950年12月11日），日本長崎縣人，物理學家，為日本的物理學先驅。他於1903年獨立提出土星型有核原子結構的「長岡模型」，否定英國物理學家約瑟夫·湯姆森在同年提出的「梅子布丁模型」。

## 生平
1865年，長岡半太郎於生於日本肥前國大村藩，父親是大村藩士長岡治三郎。幼时长冈半太郎曾于大村藩藩校五教馆（长崎县立大村高等学校前身）求学。1874年，長岡半太郎與家人遷往東京，进入本乡区汤岛小学校念书，这个时候的长冈半太郎成绩很差，有时还不及格。之后长冈半太郎从共立学校进入东京英语学校（东京大学预备门）学习。由于父亲工作的调动，长冈半太郎又转入大阪英语学校（大阪专门学校），最后才又重新进入东京大学预备门读书。1882年9月，长冈半太郎進入東京帝國大學理学部就讀，先后师从山川健次郎教授（1854-1931，日本教育家）和时任助教授的田中馆爱橘（1856-1952，日本地球物理学家）。大学期间，长冈半太郎曾休学一年，因为对于东方人是否能够和欧美人一样做出独创性的工作而担忧，甚至考虑过走汉学研究的道路。1887年，长冈半太郎大學畢業，并继续进入大学院（研究生院）进修，和當時訪問日本的英國物理學家嘉吉·吉爾斯登·諾特一起研究磁學。1890年，长冈半太郎升任助教。1893年，长冈半太郎前往歐洲，在柏林、慕尼黑和維也納等地學習，並師從奧地利物理學家路德维希·玻尔兹曼。1896年，长冈半太郎毕业回國，進入東京帝國大學担任教授。1900年，出席了在巴黎舉辦的第一屆國際物理學家會議，在會議上聽到了法國物理學家玛丽·居里關於放射性的演講後，將研究興趣著重在核物理學。1925年，從東京帝國大學屆齡退休，曾經擔任理化学研究所主任研究員、大阪大學的首任校長、日本學術振興會會長、貴族院議員、第13任帝國學士院院長等職務。

## 半太郎模型
自1896年，法國物理學家亨利·貝克勒意外發現了鈾的天然放射性，開啟了現代原子物理學的篇章，世界各地的學者便開始更為注視對原子結構的研究。英国物理学家约瑟夫·汤姆孙發現帶負電的電子暗示中性原子內也應該有帶正電荷的粒子，提出原子應該是一個帶正電且電荷均勻分布的圓球，而電子則像梅子分散在布丁上，並在1903年提出「梅子布丁模型」。長岡半太郎反對湯姆生的模型，並指出相反電荷間是無法穿透的。他提出的模型則是帶正電子的核心在原子中間，周圍環繞著若干電子，類似土星和土星環的狀況。於是，長岡半太郎在同年獨立提出原子的準行星模型，稱為「半太郎土星模型」。長岡半太郎建議電子的軌道就像土星環，這是從蘇格蘭學者詹姆斯·馬克士威的土星環穩定理論獲得的靈感。:22-23他的模型是基於跟土星環穩定性的類似解釋（土星環能穩定存在是因為土星質量極大），並提出了以下兩個預測：
- 一個質量極大的原子核（類似極大質量的行星）。
- 電子環繞原子核，並且受到電磁力束縛（類似土星環受到重力束縛環繞土星）。

這兩個預測都成功被紐西蘭物理学家欧内斯特·卢瑟福的粒子撞擊實驗確認。該模型亦預言了質子的存在，但長岡半太郎並沒有明確地説明質子的存在。直至卢瑟福在1917年至1925年間以多項粒子撞擊實驗，証明氫原子核存在於其他更重的原子核內，質子才被主流認為確實存在。卢瑟福在1911年一篇論述「拉塞福模型」的論文裏，提到了長岡半太郎的長岡模型。然而「拉塞福模型」也沒有給予電子的環繞運動任何結構。後來，尼尔斯·玻尔於1913年提出較仔细的「玻尔模型」，首次引入量子化的概念來研究原子內電子的運動，對於計算氫原子光譜的芮得柏公式給出理論解釋。

## 其他研究
長岡半太郎在光譜學等領域也有一定成就。他在1909年發表了一篇關於螺線管電感的論文，並提出了長岡係數。

## 家庭
長岡半太郎於1892年和箕作麟祥的三女操子結婚，兩人育有三子一女。長子長岡治男曾任理化學研究所理事長，次子長岡正男曾任日本光學工業社長。女兒與長岡半太郎的學生岡谷辰治結婚。半太郎的孫子長岡延子原被寄予厚望是傑出的鋼琴家，但死於東京大空襲。
操子在1902年去世後，長岡半太郎娶了第二任妻子平川登代，兩人育有五子。第五子嵯峨根遼吉是實驗物理學家。

## 著名學生
本多光太郎、日下部四郎太、愛知敬一、寺田寅彥、石原純、岡谷辰志、仁科芳雄。
另外長岡半太郎曾在1939年向諾貝爾獎委員會推薦湯川秀樹，1949年湯川因為預言介子的存在而獲得諾貝爾物理學獎，成為第一位獲得諾貝爾獎的日本人。

## 獲得獎項與榮譽
- 1937年日本文化勳章
- 月球上的長岡環形山
- 贈正三位、勳一等旭日大綬章

## 著作
《長岡半太郎―原子力時代の曙》，日本図書センター，ISBN 978-4820543299

## 延伸閱讀
- C.C. Gillispie (编).  2nd. Charles Scribner's Sons. 2000: 606–607. ISBN 0-684-80631-2.
- C.C. Gillispie (编). . IX: A.T. Macrobious – K.F. Naumann. Charles Scribner's Sons. 1974: 648. ASIN B000QA98QQ.
- 板倉聖宣『長岡半太郎』（朝日新聞社、1976年）

## 外部連結
- 長岡半太郎  木下義春 （日語）
- H. Nagaoka （页面存档备份，存于） （日語）
- 長岡半太郎 （页面存档备份，存于）（日語）
- 箕作阮甫とその子孫 （页面存档备份，存于） - 長岡半太郎についての記述もある。（日語）
- 長岡 半太郎：作家別作品リスト （页面存档备份，存于）（青空文庫）（日語）
- 偉人たちの夢 （６０）長岡半太郎[永久]（日語）